# Nyctimantis rugiceps
Genre
Espèce
Statut de conservation UICN

 LC  : Préoccupation mineure
Nyctimantis rugiceps, unique représentant du genre Nyctimantis, est une espèce d'amphibiens de la famille des Hylidae.

## Répartition
Cette espèce se rencontre dans le bassin amazonien supérieur entre 200 et 1 200 m d'altitude :
- au Pérou dans la région de Loreto ;
- en Équateur dans les provinces de Sucumbíos, de Napo, de Orellana et de Pastaza ;
- en Colombie dans les départements de Putumayo et d'Amazonas.

## Publication originale
- Boulenger, 1882 : Catalogue of the Batrachia Salientia s. Ecaudata in the collection of the British Museum, ed. 2, p. 1-503 (texte intégral).